# FX Concepts

Logo

FX Concepts, LLC war der weltgrößte und auch einer der ältesten Devisen-Hedgefonds. Er verwaltete ca. 9 Mrd. US-Dollar Anlagevermögen (Stand: Anfang 2010), hauptsächlich von Pensions- und Staatsfonds. Gegründet wurde er 1981 von John R. Taylor jr., der auch Chairman und CEO des Unternehmens ist. Sitz von FX Concepts war New York City.
Im Hoch 2007 verwaltete der Fonds ca. 14 Milliarden US-Dollar, meldete allerdings aufgrund von hohen Marktverlusten sowie Anteilsrückgaben Ende 2013 Insolvenz an. Das im Jahr 2009 verwaltete Vermögen von 12 Milliarden US-Dollar hatte sich bis September 2013 auf eine Summe von 661 Millionen US-Dollar verringert.